# 義大利燉飯

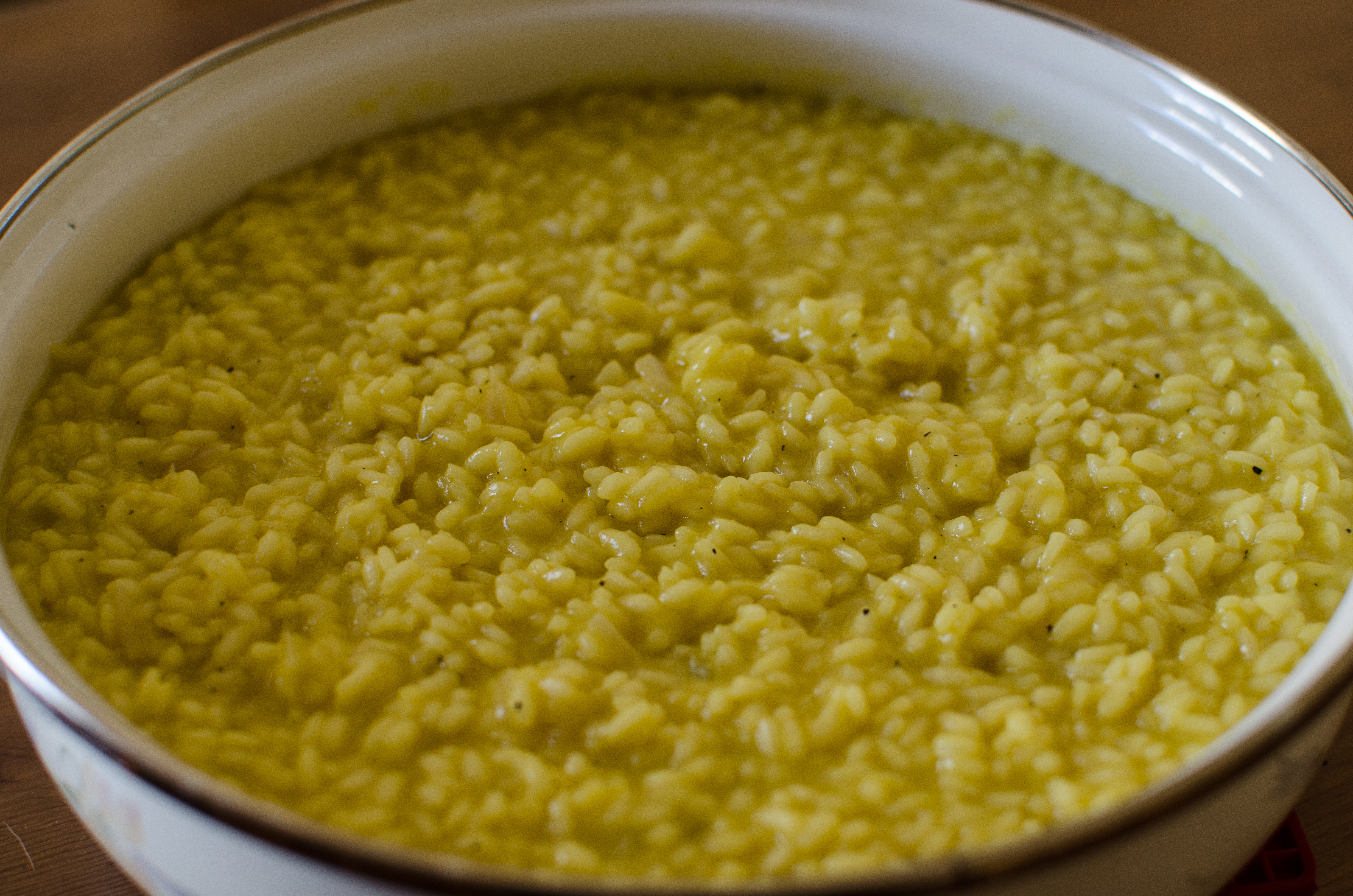
米蘭燉飯

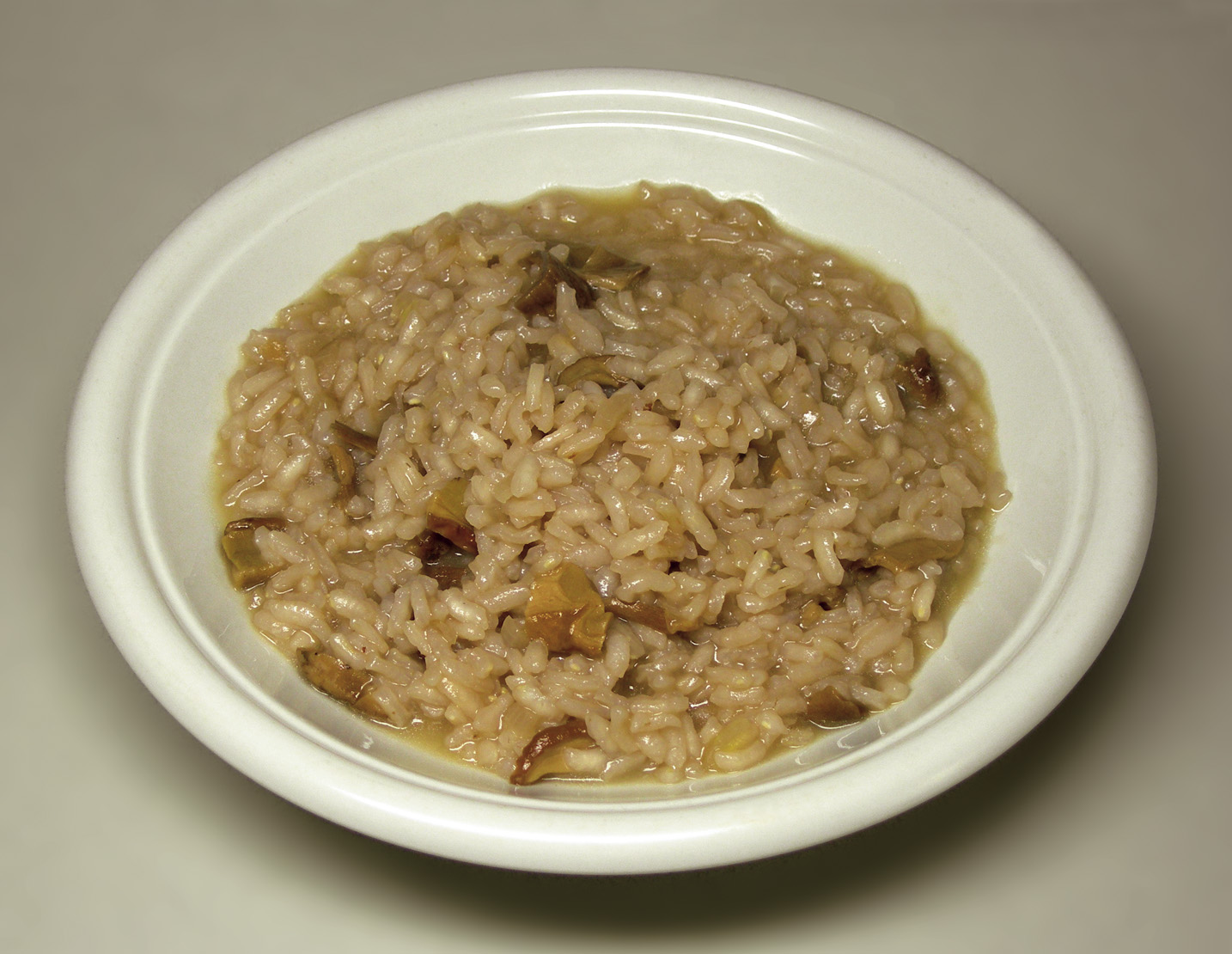
牛肝菌燉飯

意大利调味饭（義大利語：risotto），又称“義大利燉飯”或“意大利烩饭”，是一道用高湯把米粒煮成奶油般濃郁質地的義大利經典料理。高湯通常以肉、魚、或蔬菜為基底。許多燉飯會加入奶油、酒、以及洋蔥。
燉飯在義大利通常是第一道菜（primo piatto），單獨在第二道菜之前上桌，但是米蘭燉飯（risotto alla Milanese）則是會和米蘭带骨牛腱（ossobuco alla Milanese）一起上菜。

## 起源

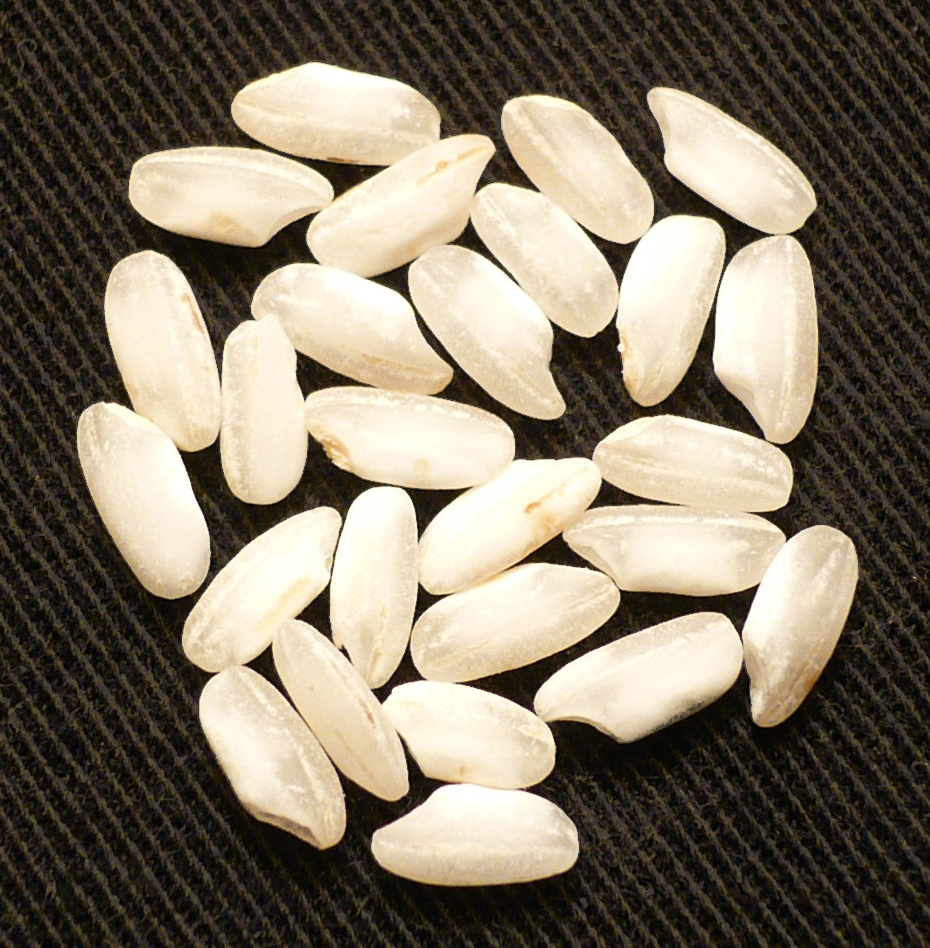
適於作燉飯的Carnaroli米

意大利燉飯起源于盛产稻米的北部意大利，是米兰地方很有特色的菜肴。正宗的意大利燉飯通常为只有八成熟的夹生饭，这种口感與亚洲人习惯的熟烂米饭不同。
以米为例，其中直鏈澱粉含量高达24%以上，烹饪时难以糊化，这是产生彈牙口感的主要原因。

## 製作方法
炒洋葱和生米，倒入些許白葡萄酒。一邊攪拌一邊緩緩加入熱的高汤，可以用海鲜汤、蔬菜汤、雞湯等。至米饭达到八成熟，此时米粒外表圆滑但中心还有稍微硬度（有点像生米），然后盖上锅盖静置2分钟，为的是让米饭充分吸收汤汁。最后可加入一小块奶油进去和米饭快速拌开（这种手法称为）一是带来奶香，二是让烩饭更浓郁。

## 出典
- Barrett, Judith, and Wasserman, Norma (1987). Risotto. New York: Scribner. ISBN 0-02-030395-5.
- Hazan, Marcella (1992). Essentials of Classic Italian Cooking. New York: Alfred A. Knopf. ISBN 0-394-58404-X.

## 圖庫

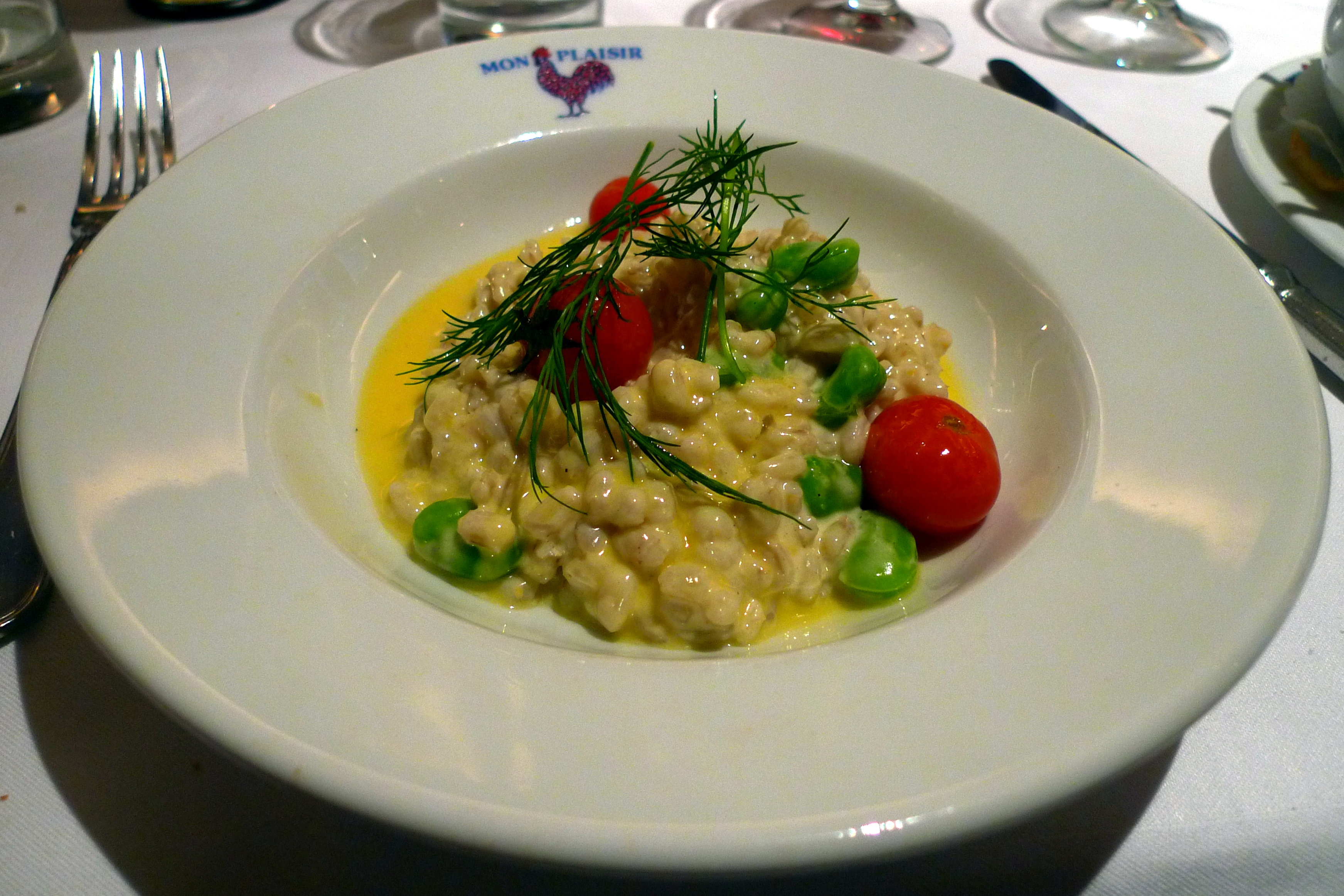
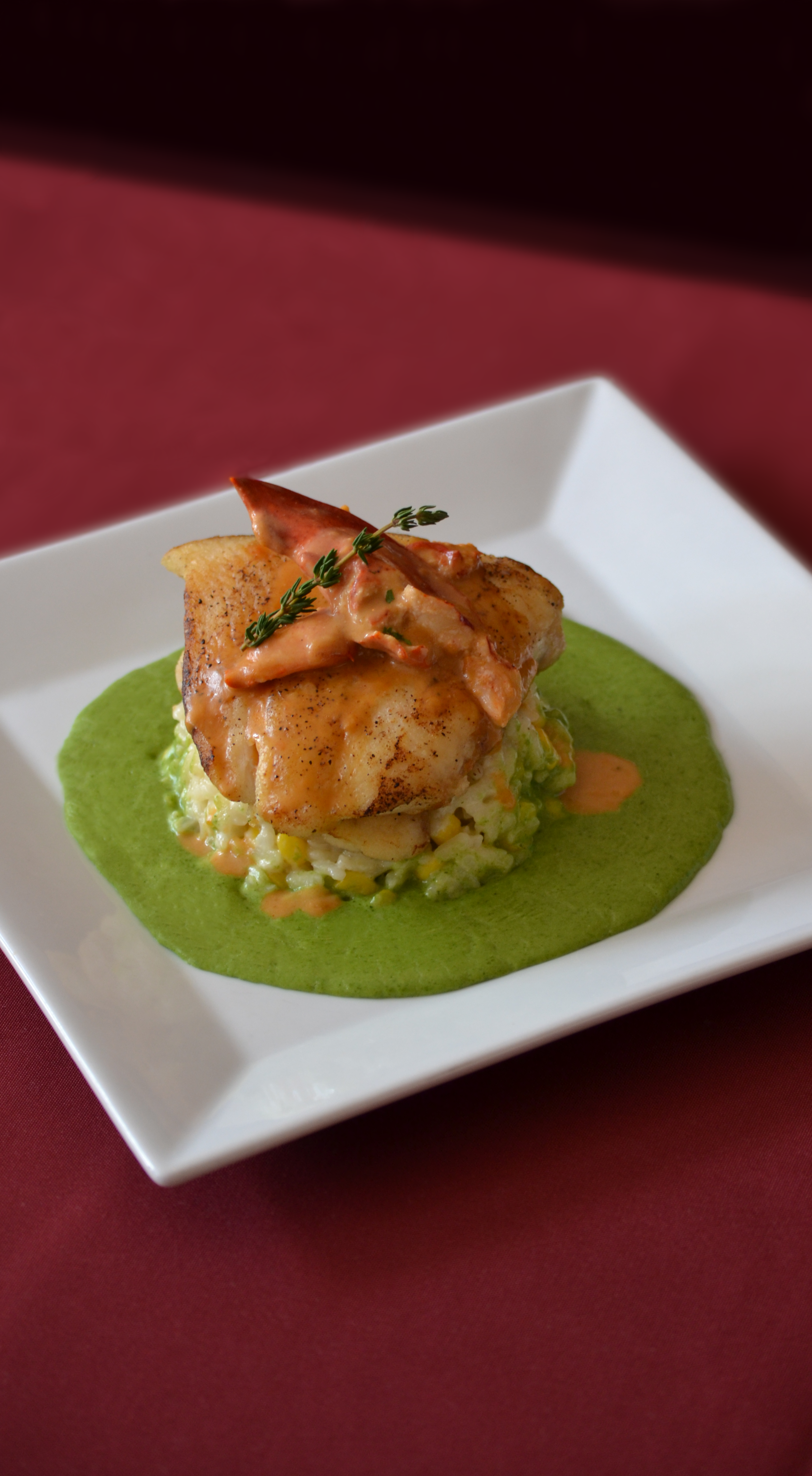
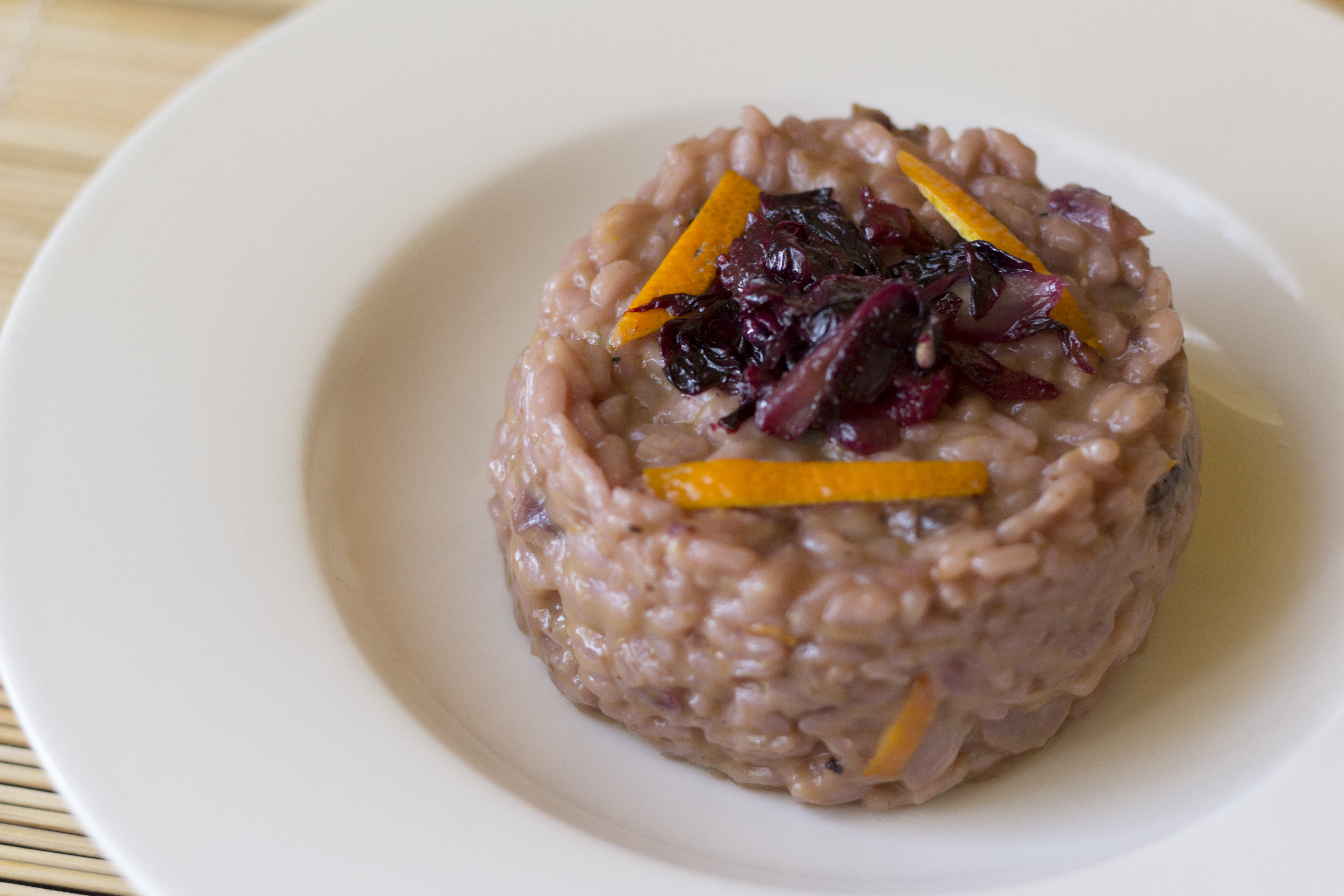
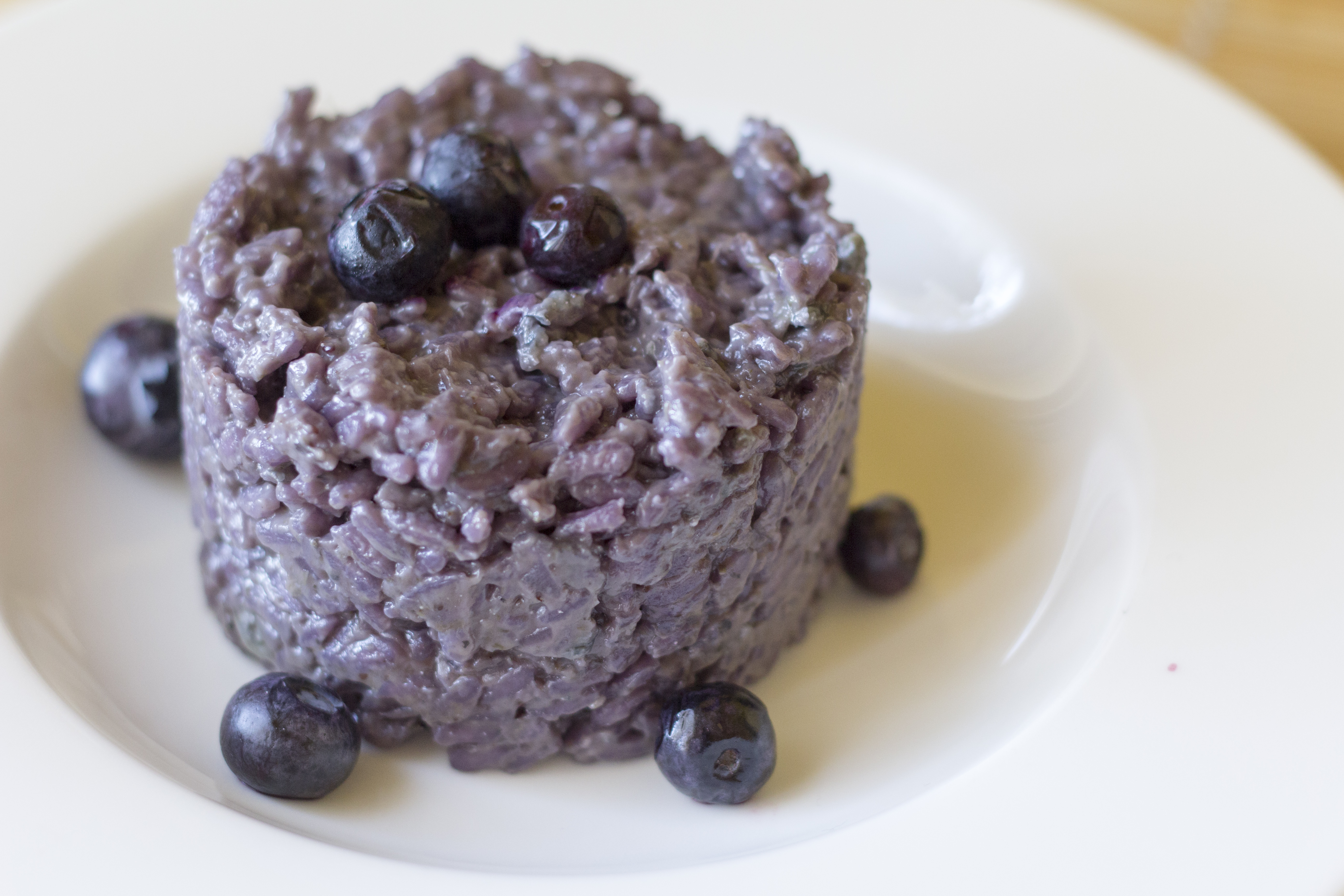
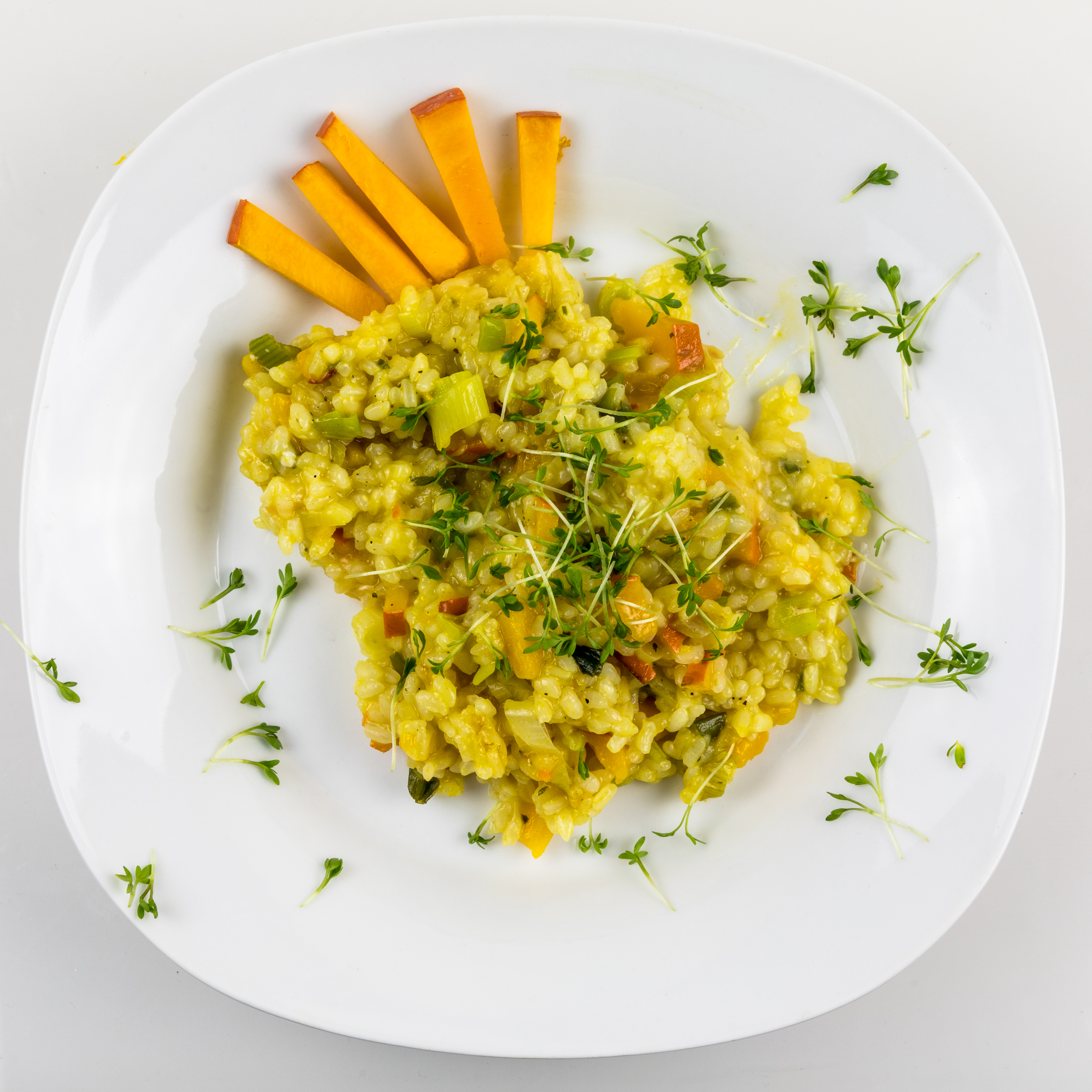
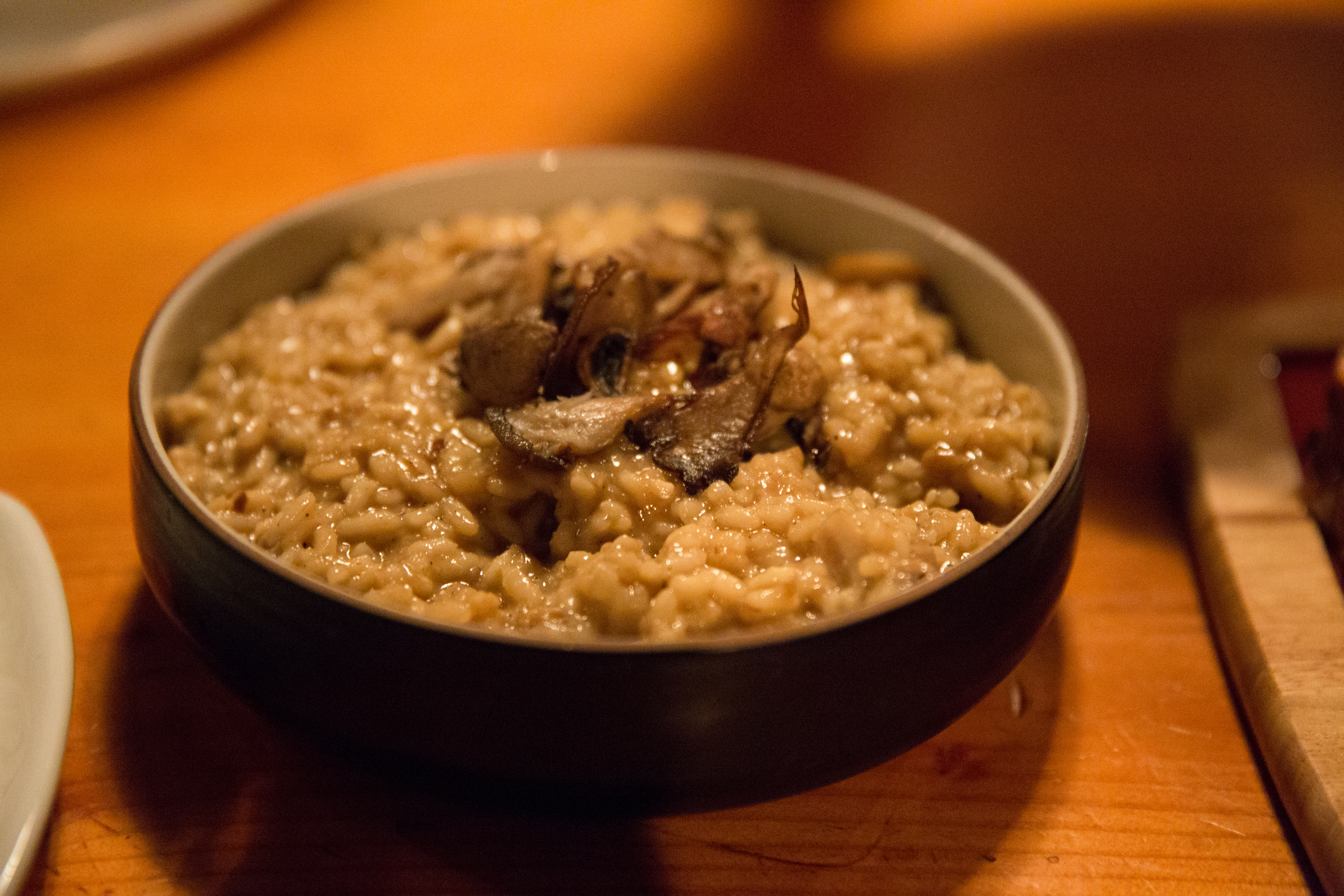
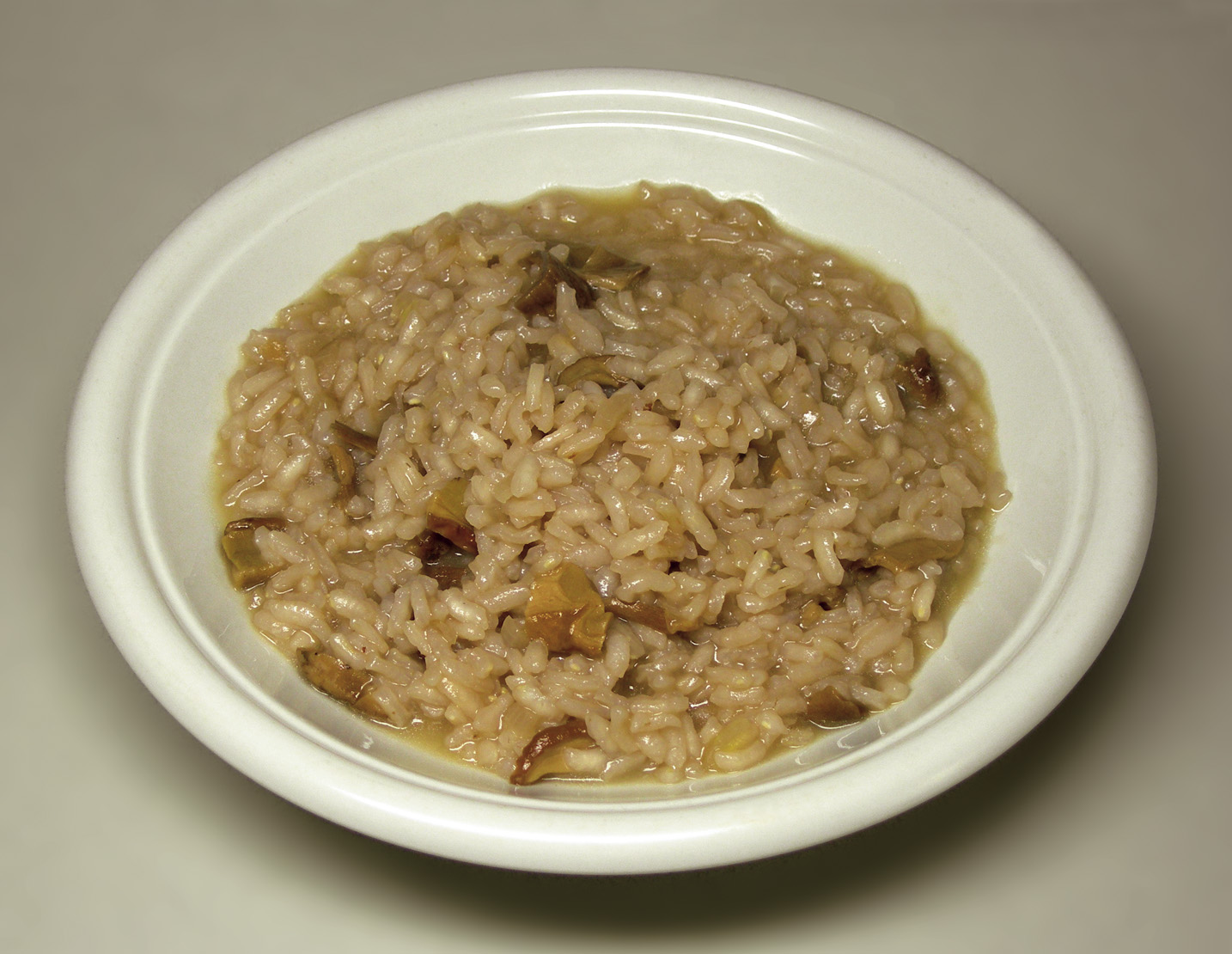
義大利燴飯
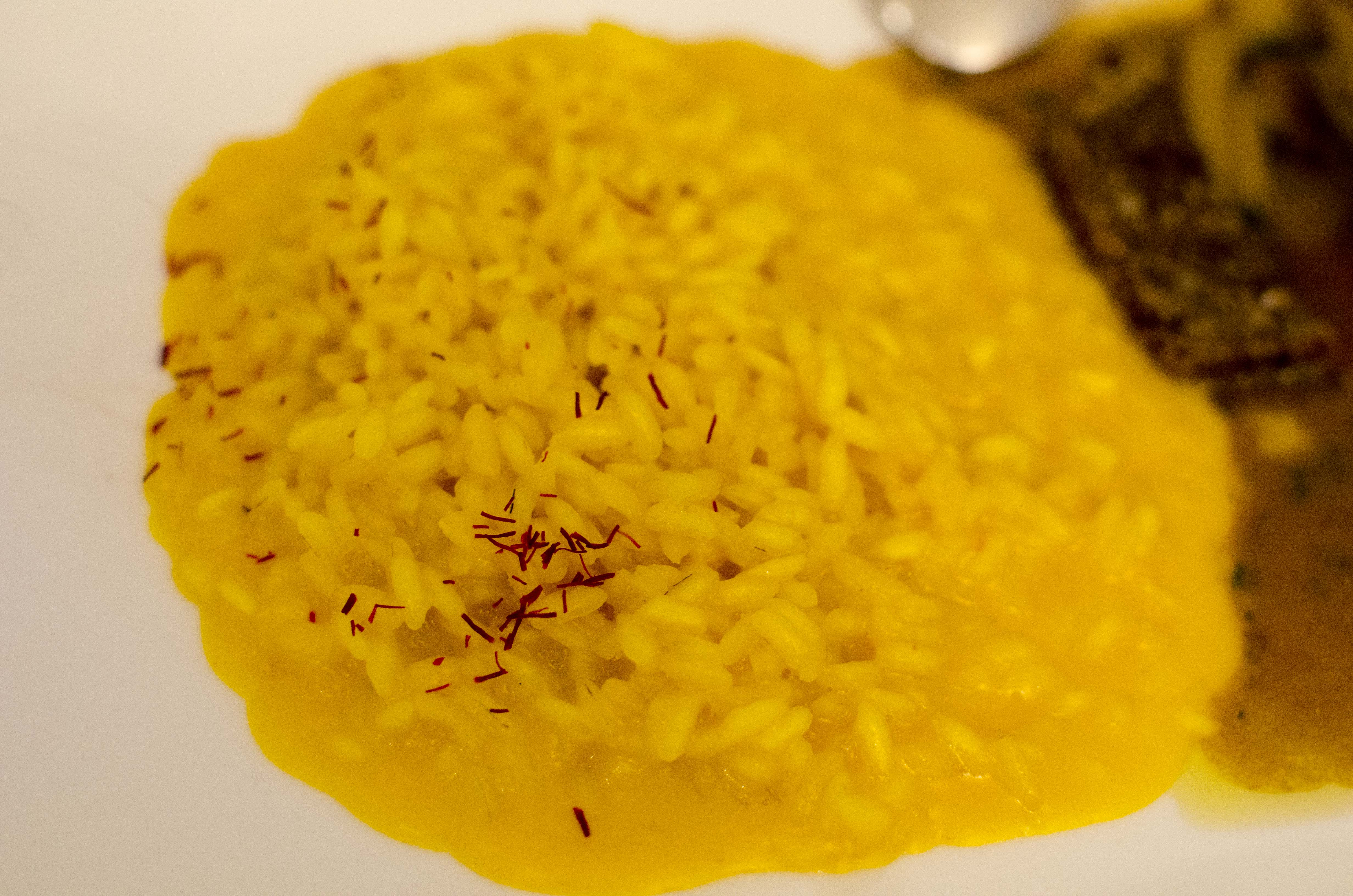
Risotto milanese con ossobuco